# Bohlberg (Wohnplatz)
Bohlberg war ein Wohnplatz im Gebiet der preußischen Provinz Pommern.
Der Wohnplatz entstand aus einem Forsthaus, das im 19. Jahrhundert am südwestlichen Rand des Kolberger Stadtwalds errichtet wurde. Im Jahre 1864 genehmigte die Regierung in Köslin hierfür den Namen „Forsthaus Bohlberg“. Nach der Volkszählung von 1871 bestand in Bohlberg, das zum Stadtkreis Kolberg gehörte, ein Wohnhaus mit sechs Einwohnern.
Bis 1945 bildete Bohlberg einen Wohnplatz im Stadtkreis Kolberg und gehörte mit diesem zur Provinz Pommern. Nach 1945 kam der Wohnplatz, wie ganz Hinterpommern, an Polen. Heute liegt die Stelle im Gebiet der polnischen Gmina Dygowo (Landgemeinde Degow) und gehört zum Schulzenamt Stramniczka (Neu Tramm).